# Tobie et l'Ange (Lippi)
Tobie et l'Ange est une petite huile et tempera sur panneau du peintre italien Filippino Lippi. Elle est conservée à la National Gallery of Art de Washington et date des années entre 1475 et 1480. Elle mesure 32,7 × 23,5 cm.

## Description
Le sujet de ce tableau est tiré du récit biblique du Livre de Tobie. Tobie est un juif pieux atteint de cécité qui fut déporté par les Assyriens à Ninive. Il décide d'envoyer son jeune fils Tobie en Médie pour recouvrer une dette de dix talents d'argent. Il paye un jeune homme pour accompagner son fils, jeune homme qui se révèle être l'archange Raphaël (appelé archange par les apocryphes, Raphaël signifie « Dieu qui guérit »). En chemin l'ange ordonne au garçon de pêcher un poisson dans le Tigre afin d'extraire son fiel pour en faire un remède contre la cécité du père. Dans ce tableau, l'ange tient dans la main droite un mortier doré utilisé pour broyer les ingrédients destinés à fabriquer le remède. Tobie tient le poisson à la main gauche. Un petit chien blanc les accompagne, comme il est dit dans le Livre de Tobie (Tb 6:1) : « Le garçon partit avec l’ange, et le chien suivit derrière ».
Ce thème est fort prisé par les riches familles commerçantes florentines commanditaires de la Renaissance, car il évoque le recouvrement des dettes, mais aussi, grâce à un compagnonnage de bons conseils, le passage de l'adolescence à l'âge adulte (Tobie au retour se marie, après avoir traversé ce long voyage avec ses épreuves) ; ainsi que le baptême: le Christ est assimilé au poisson et l'eau du Tigre préfigure l'eau baptismale du Jourdain. Enfin, cette histoire évoque aussi celle de la guérison. Certains experts suggèrent que les commerçants commandaient des tableaux de ce thème avec leur propre fils figurant Tobie. Ainsi l'adolescent qui devait voyager pour sa formation et son apprentissage demeurait-il sous les yeux de son père et sous la protection de l'archange Raphaël, patron des voyageurs,.
Ce thème a inspiré de nombreux peintres de Florence comme Pollaiuolo ou Verrocchio, et sera repris plus tard par Lippi avec les deux autres archanges Michel et Gabriel.
Ce petit tableau montre deux personnages fort élégants aux traits fins et à la chevelure blonde. L'ange Raphaël est presque féminin et le jeune adolescent lui tient la main avec confiance. Lippi peint avec légèreté le détail des drapés soulevés par le vent, tandis qu'un paysage fluvial d'une grande douceur se laisse deviner en arrière-plan. C'est un « paysage onirique typiquement italien » et la ville des Mèdes (Ecbatane) est suggérée à droite de la scène, avec une tour médiévale plongeant dans le fleuve.